# 歐洲列車控制系統
歐洲列車控制系統（European Train Control System，缩写为）又稱歐洲行車控制系統，是為了取代歐洲鐵路多種互不兼容的鐵路安全系統，而開發的列車訊號、控制及防護系統。

## 歷史
該系統的規格於1996年制定，作為歐洲鐵路運輸管理系統（ERTMS）三大主要階層中的號誌階層，另兩項主要架構則為無線電通訊階層（即GSM-R）及行車管理階層（European Traffic Management Layer，ETML）。
該系統自1999年起為六間鐵路公司所測試；截至2010年止，已有逾12個國家的約18,000公里鐵路中安裝有ETCS。
匈牙利其中一條位於布達佩斯至海吉什豪洛姆之間的鐵路路線裝設了ETCS Level 1，意大利位於羅馬至那不勒斯之間的鐵路線則裝設了ETCS Level 2。
目前台灣鐵路股份有限公司所採用的自動列車防護裝置（ATP），功能即等同於ETCS Level 1；未來台鐵規畫將導入車載號誌相關設備，屆時也等同從ETCS Level 1，升級成ETCS Level 2。

## 簡述
雖然歐洲各主要鐵路車輛及設備製造商均有生產ETCS系統相關設備，但皆遵守以下共通原則：
- 道旁設備提供「可移動範圍」資訊，包含進路之特性（長度、坡度、路線及臨時車速限制等）。
- 車載設備計算安全速度曲線並確保其安全無虞。
- 車載設備於駕駛人機界面顯示所有安全相關必要之資訊。

## 级别1

ETCS 第1級

歐洲列車控制系統级别1（英语：ETCS Level 1）是在傳統號誌系統中（Level 0）之上，於列車上增設符合ERTMS/ETCS標準之列車自動防護裝置（ATP），同時於路線設置地上應答器（Eurobalise）。
列車位置偵測由計軸器或軌道電路區間提供，並由地面感應器提供列車允許前進距離與固定資訊碼之訊息，道旁仍設有號誌系統，並可於列車上之顯示器顯示允行速度碼。

### 主要特性
- 列車位置之偵測依賴軌道電路或計軸器。
- 設有道旁號誌，提供固定閉塞號誌系統。
- 列車移動權取得或允許移動距離的管道，來自道旁號誌系統顯示資料及駕駛員顯示器允許速度
- 地上與車上訊息傳遞路徑中，地上應答器（Balise）是重要且關鍵元件，號誌資訊係經由道旁電子單元（Lineside Electronic Unit，LEU）加以編碼，再透過地上應答器傳輸至車上，顯示允行速度於列車駕駛室的顯示器上。

### 例子
- 阿爾斯通TBL、TBL 1+及TBL 2
- 西門子Trainguard LZB-700M
- 泰雷兹 AlTrac ETCS

## 级别2

ETCS 第2級

歐洲列車控制系統级别2（英语：ETCS Level 2）在级别1系統架構之上，列車上增設鐵路無線通訊系統（ERTMS/GSM-R）標準設備，並在道旁配合安裝同標準之無線基地台。
列車移動權或允許移動途徑和距離，不再由道旁號誌顯示，而是來自無線閉塞中心（Radio Block Center，RBC），連結至號誌連鎖系統，並經由無線基地台傳送至列車駕駛室之顯示器，顯示該路段允行速度，達成車載號誌（Cab signal）之功能。
該系統地面與車上訊息傳遞路徑，以GSM-R作為號誌訊息傳輸方式。它除了將號誌之即時資訊以無線方式傳輸引導行車外，亦結合地上應答器偵測出列車位置識別碼，回傳至無線閉塞中心的電腦進行解碼與計算。由於列車與地面間之資訊通訊由鐵路無線通訊系統提供，列車定位資訊則由地上應答器提供，因此不需道旁號誌，可完全依靠車載號誌運作。

### 主要特性
- 軌道電路區間虛擬化（Virtual track circuits）
- 號誌閉塞區間虛擬化（Virtual block signals）
- 由道旁號誌升級為車載號誌（Cab signals）
- 地上應答器不再提供移動權，僅作為列車位置辨識
- 道旁電子單元（LEU）可移除
- 鐵路無線通訊系統（GSM-R）為必要關鍵設備，使訊號傳輸無線化，所有訊息皆可透過鐵路無線通訊系統直接傳送

### 例子
- 阿爾斯通TVM430（英语：Transmission Voie-Machine）及TBL 3

## 级别3

ETCS 第3級

歐洲列車控制系統级别3（英语：ETCS Level 3）與级别2類似，車上仍裝載鐵路無線通訊系統（ERTMS/GSM-R）標準之設備，在地面裝設同樣標準之無線基地台；但不再使用軌道電路或計軸器，列車定位完全由車載系統負責（即CBTC），可以實施移動閉塞。
該系統列車在設置有無線閉塞中心（RBC）及地上應答器的路線上運行，列車與道旁之間的雙向資訊通信全由GSM-R提供傳輸路徑。而地上應答器提供路線、限速等固定資訊或作為位置校正，至於列車定位和列車偵測全由無線閉塞中心的電腦來執行。因此，該系統可使列車在無軌道電路、計軸器與道旁號誌、固定閉塞的環境中運行（目前該系統仍在研發階段，尚未完全整合）。

## 外部連結
- ETCS (UIC)